# Munetaka Higuchi
Munetaka Higuchi (樋口 宗孝 Higuchi Munetaka?) (24 de diciembre de 1958 – 30 de noviembre de 2008) fue un músico y productor musical japonés. Es conocido por ser el batería de la banda de heavy metal Loudness, pero ganó popularidad como miembro de Lazy en la década de los 70.

## Carrera
Desde muy joven, fue considerado un baterista talentoso. Durante sus años de escuela secundaria, Higuchi tocó en siete bandas. Pero se quería enfocar en una sola. En este punto, junto a su compañero de escuela y futuro compañero de banda Akira Takasaki formaron Lazy. Lazy fue formado por músicos muy jóvenes y comenzaron a tocar pop-rock fácil de escuchar, que poco a poco progresó hacia música más compleja. Higuchi fue identificado en la banda por el apodo de "Davy".
Cuando Takasaki y él, progresaron hacia el rock duro y el heavy metal, fundaron la banda Loudness en 1981. Durante ese tiempo con Loudness, Higuchi publicaron su primer álbum en solitario, Destruction, en 1983. Ese mismo año, produjo y tocó la batería en los álbumes de Mari Hamada Lunatic Doll y Romantic Night. Dejó Loudness en 1992 y siguió con su carrera en solitario a finales de los 90 además de trabajar en proyectos paralelos como con Sly, Bloodcircus, Rose of Rose, y the Rock 'n' Roll Standard Club Band aparte de colbraciones con docenas de artistas japoneses.
En 1997, bajo el nombre de "Munetaka Higuchi & Dream Castle", lanzó el álbum "Free World". La banda contaba con muchos músicos famosos de las esferas del jazz y el rock/metal, como Steve Vai, Stanley Clarke, Billy Sheehan, Ty Tabor, Terry Bozzio, T. M. Stevens, Ronnie James Dio, Richie Kotzen, Paulinho Da Costa entre otros. El álbum fue lanzado el 21 de febrero de 1997 en Japón. En 1998, produjo Cozy Powell Forever ~ Tribute to Cozy Powell, un álbum tributo al fallecido Cozy Powell, muy popular en Japón. Para el album, Higuchi tuvo las colaboraciones los mejores músicos japoneses y fue capaz e reunir a sus compañeros de Loudness. La gira del álbum contó con músico tanto de Loudness como Sly.
El 14 de abril de 2008, justo dos meses de que Loudness publicara el álbum Metal Mad, anunció que sufría Hepatocarcinoma, un tipo de cáncer de hígado. El 20 de noviembre de 2008, moría a los 49 años en un hospital de Osaka. His death had a vast echo in Japanese media and in the entertainment business.

## Discografía
- Destruction ~破壊凱旋録~ (1983)
- Munetaka Higuchi with Dream Castle – Free World (1997)
- Cozy Powell Forever (1998)
- Super Rock Summit – Cozy Powell Forever Tour (1999)
- Super Rock Summit – Stairway to Heaven (1999)
- Super Rock Summit – Rainbow Eyes (1999)
- Munetaka Higuchi Drum Collection (2006)
- Higuchi Project Team - Free World II (2012)